# ボナー＝エバート質量
天体物理学においてボナー=エバート質量（ボナー=エバートしつりょう、英: Bonnor–Ebert mass）とは、一定圧力の媒質中に埋め込まれた等温のガス球が、静水圧平衡の状態を維持できる質量の最大値のことである。ボナー=エバート質量より大きな質量をもつガス雲は、圧力より重力が打ち勝って必ず重力収縮し、小さくて高密度な天体となる。星間ガス雲の収縮は原始星形成の最初のステップであるため、ボナー=エバート質量は星形成の分野において重要な量のひとつである。
ある一定の圧力 {\displaystyle p_{0}}の媒質に埋め込まれたガス雲において、ボナー=エバート質量 {\displaystyle M_{BE}} は
{\displaystyle M_{BE}(p_{0})={225 \over {32{\sqrt {5\pi }}}}{c_{s}^{4} \over {(aG)}^{3/2}}{1 \over {\sqrt {p_{0}}}}}
で与えられる。ここで、{\displaystyle G} は重力定数、{\displaystyle c_{s}\equiv {\sqrt {kT/{\mu m_{H}}}}}  は等温ガス(断熱因子 {\displaystyle \gamma =1} )中の音速であり、{\displaystyle \mu } は平均分子量を表す。{\displaystyle a} はガス雲の質量密度分布プロファイルを反映した無次元定数で、一様密度分布の場合は {\displaystyle a=1} 、中心が高密度な分布の場合は {\displaystyle a\approx 1.67} などとなる。